# 埃斯托斯
埃斯托斯（法語：Estos，法語發音：[ɛstɔs]）是法国大西洋比利牛斯省的一个市镇，位于该省中东部偏南，属于奥洛龙-圣玛丽区。

## 地理
埃斯托斯（43°12'31"N, 0°36'42"W）面积3.22 平方千米，位于法国新阿基坦大区大西洋比利牛斯省，该省份为法国东南部省份，涵盖了贝阿恩与北巴斯克，西临大西洋比斯開灣，北至朗德省，东北接热尔省，东临上比利牛斯省，南与西班牙接壤。
与埃斯托斯接壤的市镇（或旧市镇、城区）包括：勒德什、奥洛龙-圣玛丽。
埃斯托斯的时区为UTC+01:00、UTC+02:00（夏令时）。

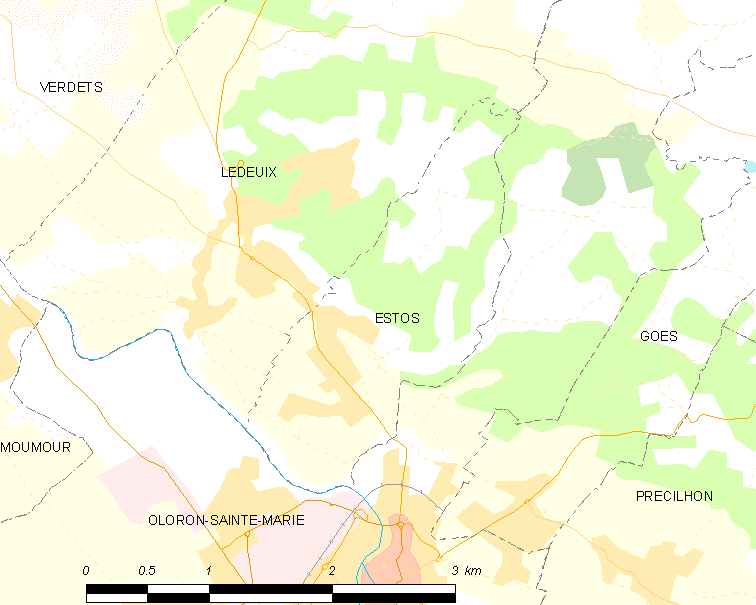
埃斯托斯的OSM定位图

## 行政
埃斯托斯的邮政编码为64400，INSEE市镇编码为64220。

## 政治
埃斯托斯所属的省级选区为奥洛龙-圣玛丽第二县。

## 人口

1962-2008年间埃斯托斯人口变化图示

埃斯托斯于2022年1月1日时的人口数量为488人。